# Emil Dufala
Emil Dufala (* 5. srpna 1940) byl český a československý politik, po sametové revoluci poslanec Sněmovny lidu Federálního shromáždění za Zemědělskou stranu.

## Biografie
Ve volbách roku 1992 byl za Zemědělskou stranu, respektive za koalici Liberálně sociální unie, zvolen do Sněmovny lidu. Ve Federálním shromáždění setrval do zániku Československa v prosinci 1992. Koncem roku 1992 patřil mezi několik opozičních poslanců, kteří podpořili ústavní zákon o rozdělení Československa.
V roce 1991 byl předsedou Svazu zemědělských družstev České republiky a zastupoval družstevníky v tripartitě při vyjednávání s vládou. V roce 2001 se jistý Emil Dufala uvádí jako ústřední ředitel Slovenské zemědělské a potravinářské komory.